# کرانچی‌رول ال‌ال‌سی
این نوشتار در مورد یک شرکت است. برای سرویس پخش ویدئو با این نام به کرانچی‌رول رجوع کنید.
کرانچی‌رول ال‌ال‌سی (انگلیسی: Crunchyroll LLC) یک شرکت سرگرمی آمریکایی است که در زمینه توزیع و صدور مجوز انیمه، فیلم و سریال‌های تلویزیونی فعالیت دارد. این شرکت که اکنن در کاپل، حومه دالاس، تگزاس مستقر است، در سال ۱۹۹۴ در سیلیکون‌ولی تأسیس شد و در ابتدا با نام Funimation شناخته می‌شد. در سال ۲۰۱۷، سونی پیکچرز تلویژن این شرکت را خریداری کرد و در سال ۲۰۲۱، پس از خریداری سرویس استریم کرانچی‌رول و شرکت مادر آن اللاسیون نام شرکت به کرانچی‌رول ال‌ال‌سی تغییر یافت.
کرانچی‌رول ال‌ال‌سی یکی از بزرگ‌ترین پلتفرم‌های استریم انیمه در جهان است و به کاربران امکان می‌دهد تا به هزاران عنوان انیمه، از جمله سریال‌های محبوب و جدید، دسترسی داشته باشند. این شرکت همچنین در زمینه تولید و توزیع انیمه فعالیت دارد و برخی از انیمه‌های محبوب مانند "Attack on Titan" و "My Hero Academia" را منتشر کرده است.
کرانچی‌رول ال‌ال‌سی علاوه بر استریم انیمه، در زمینه‌های دیگری مانند بازی‌های ویدئویی، مانگا و کالاهای مرتبط با انیمه نیز فعالیت دارد. این شرکت با هدف گسترش فرهنگ انیمه در سراسر جهان، به ارائه خدمات و محصولات متنوعی به طرفداران انیمه می‌پردازد.

## پیشینه
این شرکت در ماه مه ۱۹۹۴ توسط Gen Fukunaga و همسرش Cindy در سیلیکون‌ولی تأسیس شد، با بودجه Daniel Cocanougher و خانواده‌اش، که سپس به سرمایه‌گذاران شرکت تبدیل شدند، که سپس به North Richland Hills و بعداً Flower Mound، تگزاس نقل مکان کرد. Funimation در ماه مه ۲۰۰۵ توسط Navarre Corporation خریداری شد. در آوریل ۲۰۱۱، ناوار Funimation را به گروهی از سرمایه‌گذاران که شامل فوکوناگا می‌شد، به مبلغ ۲۴ میلیون دلار فروخت. این شرکت در سال ۲۰۱۷ توسط Sony Pictures Television خریداری شد و پس از خرید سرویس پخش جریانی با همین نام و شرکت مادر آن Ellation در اوت ۲۰۲۱، در مارس ۲۰۲۲ به Crunchyroll, LLC تغییر نام داد.
این شرکت در سال ۲۰۰۶ توسط گروهی از فارغ التحصیلان دانشگاه کالیفرنیا در برکلی تأسیس شد، که به بیش از ۱۰۰ میلیون کاربر ثبت‌نام شده در سراسر جهان محتوا ارائه می‌دهد. کرانچی‌رول یکی از زیرمجموعه‌های اوتر مدیا از شرکت ای‌تی‌اندتی بود و از سال ۲۰۱۶ تا ۲۰۱۸ با فانیمیشن شریک شد. در سال ۲۰۲۱ توسط شرکت سونی خریداری شد که در نهایت در سال ۲۰۲۲ با نام تجاری فانیمیشن ادغام شد. در حال حاضر این شرکت از طریق سرمایه‌گذاری مشترک بین سونی پیکچرز و انیپلکس از شرکت سونی میوزیک انترتینمنت تأمین می‌شود.
کرانچی‌رول دارای دفاتری در سان فرانسیسکو، کال‌ور سیتی، لس آنجلس، دالاس، کوپل، بربانک، نیویورک، ملبورن، مونترال، توکیو، پاریس، روبایکس، برلین، کیشیناو، لوزان و لندن است. که عضو انجمن انیمیشن‌های ژاپنی (AJA) هم می‌باشد. کرانچی‌رول‌هایم (Crunchyroll-Hime) نماد رسمی شانس‌بیار کرانچی‌رول است.
کرانچی‌رول بیش از ۱۰۰۰ اثر انیمه و بیش از ۲۰۰ اثر دراما شرق آسیایی و حدود ۸۰ اثر مانگا را ارائه می‌دهد ولی برخی آثار به دلیل محدودیت‌های لایسنس در سرتاسر جهان در دسترس نیستند. در فوریه ۲۰۱۷، کرانچی‌رول از یک میلیون مشترک پرداختی عبور کرد، و بیش از ۵ میلیون مشترک پرداختی دارد. همچنین کرانچی‌رول عنوان‌های خود را به‌طور مستقیم برای پخش در ویدیوی خانگی منتشر می‌کند. این شرکت از طریق شرکای توزیع خود (انیپلکس آمریکا، سنتایی، ویز مدیا، Discotek Media در آمریکای شمالی و Anime Limited در بریتانیا) عنوان‌های منتخب انیمه را انتشار می‌دهد.